# Killer Bee (Naruto)
 (mai 2024).
Killer Bee (キラービー, Kirābī) est un personnage de fiction du manga Naruto.
Bee est le frère adoptif du Raikage de Kumo, le village caché de la foudre (il a été choisi pour sa capacité à exécuter un « double lariat » synchronisé avec lui en fournissant la même puissance). Il est le jinchūriki de Hachibi, un immense taureau à huit queues (en réalité des tentacules). Killer Bee s'entend très bien avec son bijū. Il possède sept épées qu'il peut utiliser en même temps (la huitième étant son bijū). C'est le second ninja le plus puissant de Kumo, le premier étant le Raikage, A ; Bee est également un bretteur hors du commun.
Au vu de son statut de jinchūriki et de sa force, Killer Bee est considéré comme une arme pour son village, et il s'y trouvait ainsi enfermé, étant assigné à la protection de ce dernier, mais il est en réalité en constante recherche de liberté.

## Profil

### Apparence

Cornes sur sa joue gauche

Bee porte des lunettes de soleil et deux tatouages, un sur sa joue gauche représentant deux cornes de taureau et l'autre sur son épaule droite représentant le kanji acier (鉄), qui est le sceau maintenant Hachibi en lui.

### Histoire
Tobi ayant donné l'ordre à l'équipe Taka de le capturer, ces derniers se rendront à son repaire où le combat a lieu. Dans un premier temps, Killer Bee dominera totalement le combat, blessant grièvement Sasuke (qui fut sauvé tour à tour par Karin et Jûgo). Il s'en prendra alors au reste de l'équipe. Sasuke voulant les protéger le battra de justesse grâce à l'Amaterasu. Ces flammes noires ont dangereusement brûlé l'enveloppe du taureau à huit queues, qui a cependant réussi à simuler sa défaite pour s'enfuir en laissant une de ses queues transformée sur le site du combat. Lors de l'extraction du bijū, le chakra faisant tenir la transformation s'est évaporé, dévoilant ainsi le subterfuge. Le tentacule reprend alors sa forme originelle, provoquant l'hilarité de la moitié blanche de Zetsu. 
Il n'a été en réalité que « très légèrement blessé » par le jeune Uchiwa et son équipe, et « avait le combat en main même sans la transformation en Hachibi ». Il reconnaît cependant la puissance du « Kaléidoscope hypnotique du Sharingan » et la valeur de Sasuke.
Il part chercher  Sabu, un chanteur d'Enka accompagné d’un tanuki géant nommé Ponta. Il laisse donc croire à son frère qu'il a été capturé, pour s'enfuir du village en toute tranquillité (les ninjas de Kumo ayant assisté à la fin du combat ayant été trompés également par la métamorphose).
Plus tard, Bee est retrouvé par Kisame Hoshigaki, qui s'est vu assigner la mission de capturer Hachibi à la suite de l'échec de Taka. Kisame met Sabu et Ponta hors de combat, puis affronte Bee. Largement dominé lors du combat, ce dernier sera sauvé par la trahison de l'épée de Kisame tombée amoureuse du chakra de Bee, et par l'intervention du Raikage laissant Kisame pour mort, décapité.
En réalité, Kisame suit une tactique définie à l'avance : c'est un clone parfait de lui réalisé par Zetsu qui a subi l'attaque « fatale » du Raikage et de Bee; il se cache donc à l'intérieur de Samehada, récupérée par Killer Bee, et se prépare ainsi à infiltrer le Pays de la Foudre et tenter à nouveau de capturer le jinchuriki ultérieurement.
Conformément à la décision des cinq kage qui veulent cacher les hôtes des biju, cibles d'Akatsuki, Killer Bee est envoyé sur une île mobile du Pays de la Foudre où il fait la connaissance de Naruto. Killer Bee se charge d’enseigner au jeune ninja l’apprentissage du contrôle de Kyûbi.
Naruto ayant réussi à contrôler le chakra de Kyûbi avec l'aide de sa mère, Killer Bee décide de lui apprendre comment l'utiliser. Mais ce dernier tente d'échapper à sa surveillance et rencontre Iruka qui lui apprend qu'une quatrième grande guerre ninja a lieu. Naruto s'enfuit pour rejoindre le champ de bataille, accompagné de Killer Bee. À eux deux, ils brisent facilement la barrière censée les retenir. Ils sont arrêtés par Tsunade et A. Le Raikage décide de les laisser passer, pensant que Naruto est celui qui sauvera le monde ninja.
Au cours d'un épisode hors-série de l’anime, alors qu'il s'est fait distancer par Naruto, il affronte Blue Bee, invoqué par la « Réincarnation des âmes » de Kabuto, aux côtés de Motoï. Le combat n'est pas facile, car Blue Bee a reçu une partie du chakra de Hachibi issu d’un bout corne du démon qu'Orochimaru avait récupérée, et que Kabuto a utilisé pour créer un pseudo-jinchūriki.
Il rejoint plus tard Naruto, et c'est ensemble qu'ils affrontent les six hôtes réincarnés par Kabuto, qui forment avec Tobi le nouveau Pain. En frappant son ancienne camarade Yugito Nii, Bee remarque que les démons sont attachés à leurs hôtes via des récepteurs de chakra. Bee est bientôt débordé lorsque les six anciens hôtes prennent l'apparence complète de leur démon, étant le seul à pouvoir s'opposer à eux car il peut faire de même, contrairement à Naruto. Lorsque ce dernier parvient finalement à prendre la forme de Kyûbi, il affronte et libère Yonbi immobilisé par Bee qui subit les attaques des cinq autres démons. Lorsque Naruto libère les autres démons, Bee immobilise ces derniers avec ses tentacules, puis combat Tobi et Madara avec Naruto, Gaï et Kakashi.
Après l’arrivée de l’alliance ninja et le réveil de Jûbi, Bee est plusieurs fois blessé au cours du combat, et Hachibi perd son autre corne. Lorsque Madara récupère un premier Rinnegan et immobilise tous les démons pour les sceller dans la statue du Démon des Enfers, Bee utilise la même technique qu'il avait employée lors de son affrontement contre l’équipe Taka, se dissimulant dans un tentacule sectionné de Hachibi, et parvient ainsi à survivre à l'extraction de son démon.
Plus tard, il apparaît dans le film Naruto Shippuden: The Last , Hachibi ayant été de nouveau scellé en lui. Il manipule pour son frère, une arme secrète développée à Kumo, et dont la puissance permet de détruire les météorites qui allaient s'abattre sur le village. Lorsque le Raikage décide de faire exploser toute la lune en utilisant l'arme, Bee refuse, ayant confiance en Naruto pour empêcher le désastre. Il apparaît ensuite dans les images du générique, au mariage de Naruto et Hinata. Dans l'épilogue se déroulant une quinzaine d'années après la guerre, Bee médite devant la cascade de la vérité sur l'île tortue, et se plaint du fait qu'il ne puisse pas aller s'amuser plus souvent qu'il ne le voudrait avec Naruto, très occupé par ses fonctions de Hokage.

### Personnalité
Killer Bee est un ninja très sûr de lui et de ses capacités. Il se moque ouvertement de ses adversaires, se plaisant à les humilier et à faire des quolibets sur leur niveau. Il fait cependant profil bas quand son bijū le houspille, lui rappelant que c'est de lui que vient la majeure partie de sa puissance. Selon lui, une partie de sa force vient des mots de son frère adoptif, le Raïkage, qui a annihilé la haine qui se trouvait en lui. Il n'a pas de haine et a même neutralisée celle de Hachibi, le faisant passer du démon dévastateur à un ami, un coéquipier.
Bee a une forte passion pour le rap, art dans lequel il n'excelle guère. Durant les combats, il fait des sessions de slam qui désespèrent ses adversaires tout autant que Hachibi par leur niveau. Il peut même mettre en pause un combat au milieu d'une attaque adverse pour noter sur son carnet une phrase qu'il trouve bonne.
Il désire s'initier à l'enka avec un vieil ami à lui qu'il appelle « Sabu » et qu'il nomme comme étant le plus grand compositeur d'enka ninja connu.
Killer Bee a également un côté pervers, comme tous les sensei de Naruto (Iruka, Kakashi, Ebisu, Jiraya) ; il a le regard attiré par la poitrine de Yugito en plein combat, avant d'être remis en place par Hachibi, ou par celle de Tsunade lorsqu’il s’enfuit avec Naruto et qu’elle leur barre la route avec le Raikage (il fait un lapsus à cette occasion, laissant échapper un mot relatif à la poitrine féminine). Lors du combat contre Tobi, il chante que la poitrine d'une certaine femme est son rêve. Malgré ce côté pervers, Killer Bee est le seul homme qui a subi le Sexy-Jutsu de Naruto et y a résisté, se montrant totalement désintéressé.

### Capacités

#### Maniement des épées
Capacité à l'origine de son nom (« killer bee » veut dire « abeille tueuse » en anglais), Killer Bee peut manier 7 épées en même temps… Il les maintient à des endroits originaux comme sa bouche, les plis du coude ou du genou, entre sa tête et son épaule, ou entre son torse et sa jambe. Il commence alors à ferrailler tout en jonglant avec ses diverses épées. Ses bottes sont tellement rapides que même Suigetsu Hôzuki, épéiste de Kiri, n'arrive pas à « lire son jeu d'épée ».
Il peut également envoyer du chakra de type raiton dans ses lames, les rendant aussi solides que l'épée de Sasuke lorsque ce dernier envoie un chidori dans sa lame.
À la suite de la défaite de Kisame Hoshigaki face à Gaï Maito, Killer Bee a récupéré et utilise en combat l'épée Samehada. Elle lui sert également de fourreau pour ses 7 autres épées.

#### Maîtrise de sonbijū
Killer Bee maîtrise très bien son bijū ; il est capable de faire apparaître un manteau de chakra avec un nombre quelconque de queues tout en restant lui-même. Il maîtrise également une autre version « contrôlée » de la transformation appelée « Version 2 » (バージョン2) ; il devient alors noir et possède des cornes, et son corps est surmonté du squelette de Hachibi. Le type de son chakra change alors de tout au tout.
Bee est également capable d'effectuer une transformation partielle, comme faire sortir de son corps un tentacule de pieuvre. Pour être capable de maîtriser son bijū à ce point, il  est considéré comme le « jinchūriki parfait ».
Il converse sans problème avec Hachibi qui lui donne son avis lors des combats, ou des conseils, voire le renseigne sur la situation.
Son entente avec son bijū lui permet d'être complètement immunisé contre les genjutsu, même les plus puissants comme la technique Tsukuyomi de Sasuke Uchiwa (Hachibi envoie son propre chakra pour interrompre l'illusion).
Il peut bien aussi comme d'autres jinchūriki prendre la forme complète de son bijū, un gigantesque taureau possédant huit tentacules de pieuvres. Une fois sous cette forme, il peut utiliser une attaque très puissante et dévastatrice commune aux bijū : il concentre du chakra mélangé au sang de l'hôte, en une boule noire devant sa bouche et le projette sur ses adversaires.
Son bijū a été scellé avec un sceau similaire au « sceau des quatre symboles » utilisé par Minato Namikaze pour sceller Kyûbi en Naruto. Le sceau de Killer Bee, de moindre facture, semble être le tatouage sur son épaule et est appelé « armure de fer ». Killer Bee possède (comme maintenant Naruto) la clef de son sceau permettant de libérer son démon.

#### Métamorphose
Killer Bee possède une technique de métamorphose un peu spéciale… Il métamorphose un des tentacules tranché de Hachibi en son propre corps, permettant de laisser une apparence de lui vaincu sur le champ de bataille et s'enfuir.
Cette substitution peut tenir suffisamment longtemps pour tromper ses adversaires et même les ninjas de son propre village.
Elle ne possède aucune faille, car même les membres de l'Akatsuki ont été trompés au point de commencer le rituel d'extraction sur ce henge.
D'après lui, le tentacule tranché devrait repousser, laissant penser à la technique de queue éjectable des lézards.
Killer Bee peut également métamorphoser un de ses membres (notamment sa main) en tentacule de Hachibi. On le voit projeter Gaï Maito ou protéger Naruto Uzumaki de cette manière.

#### Divers
- Tout comme pour son frère le Raikage, certaines des techniques de Killer Bee proviennent du champ lexical du catch, écrites dans le texte en katakana avec néanmoins une équivalence en kanji précise.
- Killer Bee possède également des caractéristiques de céphalopode, pouvant cracher de l'encre par la bouche, ce qui lui permet de masquer sa fuite dans l'eau, ou d'écrire avec son doigt sur son carnet. D'après Kisame, son chakra a « un goût de pieuvre ».
- Killer Bee peut lancer un crayon qu'il charge en vibrations hautes fréquences de chakra de foudre. La concentration du chakra dont il arrive à entourer le crayon augmente la force de pénétration de celui-ci et le transforme en une arme de jet redoutable (pouvant traverser aisément un arbre de bonne taille). Il peut faire de même avec ses épées.
- En joignant son poing à celui d'une autre personne, il est capable d'entrer dans l'esprit et les souvenirs celle-ci. C'est ainsi qu'il verra Naruto affronter Kyubi et qu'il interviendra (de façon limitée) dans le combat pour l'aider.

## Techniques
- Acrobate (荒繰鷺伐刀, Akurobatto?)
C'est un style de combat employé par Bee en maniant ses 7 épées. En combat, Bee tient ses épées d'une manière unique et particulière au lieu de les tenir de manière traditionnelle dans ses mains. Les deux premières sont tenues dans l'articulation de ses deux bras, une autre entre son épaule et son cou, une dans la bouche, sous son aisselle gauche, une autre à sa hanche droite tenu avec la jambe droite et une dernière dans le creux du genou de la même jambe. Il exécute une série de figures d'attaque différentes et très particulières.
- La huitième (八本目, Happonme?)[6]
La huitième épée de Killer Bee (lui-même) : il revêt le manteau de Hachibi (八尾の衣, Hachibi no koromo?)
- Lariat (雷犂熱刀, roma-ji : Rariatto?)[6]
Sous la forme de « la huitième », Killer Bee se précipite sur son adversaire afin de lui porter un coup au torse avec son bras, tel un « lariat » au catch.
Cette technique arrache le torse de son adversaire, provoquant une blessure généralement mortelle (la cage thoracique est mise à nu).
La transcription en kanji veut dire littéralement « Charrue d'éclairs, épée ardente ».
  - Double lariat (ダブル雷犂熱刀, roma-ji : Daburu Rariatto?)[7]
Technique combinée avec son frère adoptif, le Raikage. Ils se précipitent tous deux à grande vitesse sur l'adversaire, un de face, l'autre de dos ; l'adversaire est instantanément décapité avant d'avoir pu exécuter une seule technique.
Pour améliorer la puissance de la technique, Bee revêt sa robe de Hachibi, et le Raikage, son armure de foudre.
- Coup de tête (頭八刀, Headbutt, roma-ji : Heddobatto?)[8]
Un simple coup de tête, de l'attaque de catch du même nom « headbutt ».
La transcription en kanji veut dire littéralement « La tête des huit katanas ».
- Hachibi, version 2 (八尾、バージョン2, Hachibi, Bājon Tsū?)[9]
Killer Bee libère les huit queues de Hachibi, mais tout en gardant forme humaine et le contrôle de lui-même. Il est surmonté du squelette de Hachibi, et son attaque sous cette forme est dévastatrice.
- Tornade des huit-queues (尾獣八尾巻き, Bijū hachimaki?)
Sous la forme de Hachibi, Killer Bee enroule ses tentacules autour de lui puis les déroule rapidement, provoquant une gigantesque tornade capable de déraciner une forêt sur un vaste diamètre.
- Technique de sceau - Prise du poulpe (封印術・卍固め, Fūinjutsu - Manji Katame?)
Sous la forme de Hachibi, Killer Bee crache de l’encre qui prend la forme de plusieurs clones ayant sa forme humaine. Les clones se précipitent sur leurs cibles, leur appliquent une prise de catch qui les immobilise, puis se dissolvent en les recouvrant d’encre pour les sceller.
Note : la « prise du poulpe » (« Octopus Hold » en anglais) est une prise de catch consistant à crocher une jambe de l’adversaire avec sa jambe opposée pour le faire tomber sur le côté, puis lui coincer un bras avec son propre bras et d’enrouler l’autre jambe autour de son cou, l’écrasant sous son poids.
- Salve d'Orbes Démoniaques (連続尾獣玉, Renzoku Bijûdama?)
Sous la forme de Hachibi, Killer Bee crache une rafale d'orbes démoniaques sur sa cible. Cette technique étant déjà très puissante, le potentiel destructif de l'attaque est très élevé.

### Tomes en français
- Masashi Kishimoto (trad. Sébastien Bigini), Naruto tome 44 : Traditions d’ermites… !!, Kana, coll. « Shonen Kana / Naruto », 23 octobre 2009, 192 p., Tankōbon / 115x175mm (ISBN 978-2-5050-0711-1, présentation en ligne)
- Masashi Kishimoto (trad. Sébastien Bigini), Naruto tome 45 : Konoha, théâtre de guerre !!, Kana, coll. « Shonen Kana / Naruto », 4 décembre 2009, 192 p., Tankōbon / 115x175mm (ISBN 978-2-5050-0754-8, présentation en ligne)
- Masashi Kishimoto (trad. Sébastien Bigini), Naruto tome 50 : Duel à mort dans la prison aqueuse !!, Kana, coll. « Shonen Kana / Naruto », 3 septembre 2010, 192 p., Tankōbon / 115x175mm (ISBN 978-2-5050-0956-6, présentation en ligne)